# Creobroter nebulosa
Creobroter nebulosa är en bönsyrseart som beskrevs av Zheng 1988. Creobroter nebulosa ingår i släktet Creobroter och familjen Hymenopodidae. Inga underarter finns listade i Catalogue of Life.